# Sacha Valleau
Pas d'image ? Cliquez ici

a Compétitions nationales et continentales officielles uniquement.

b Matchs officiels uniquement.
Dernière mise à jour le 3 août 2024.
Sacha Valleau, né le 8 octobre 1996 à Toulouse, est un joueur français de rugby à XV et à sept. Après avoir été formé au rugby à XV au poste de troisième ligne aile, centre ou ailier au Stade toulousain, il s'engage en 2015 avec la Fédération française de rugby et son équipe de rugby à sept.

## Carrière

### Débuts dans le rugby à sept et au Stade toulousain
Sacha Valleau commence le rugby à XV à l'âge de 10 ans, et commence le rugby à sept au pôle espoir de Toulouse. Il est ensuite appelé dans l'équipe de France de rugby à XV et à sept des moins de 18 ans, à l'occasion d'un tournoi à Dubaï aux Émirats arabes unis. Sacha Valleau est sacré champion olympique de la jeunesse en 2014.
Il remporte la médaille d'or avec l'équipe de France de rugby à sept des moins de 18 ans à Nanjing en Chine, en tant que capitaine et porte drapeau de la délégation française.
La saison suivante, il intègre le groupe espoir de son club formateur, le Stade toulousain, ainsi que le pôle France de Marcoussis. Cela lui permet d'être appelé par Jean-Claude Skrela, entraineur de l'équipe de France de rugby à sept, fait appel à lui à lui pour les tournois asiatiques de Hong Kong et de Tokyo. Cette saison, il est aussi sacré champion d'Europe avec l'équipe de France de rugby à sept des moins de 19 ans.

### Équipe de France de rugby à sept
À l'issue de cette saison, il se voit proposer un contrat espoir par des clubs de Top 14, comme le Castres olympique, l'ASM Clermont Auvergne et son club formateur, le Stade toulousain, mais aussi par la Fédération française de rugby pour intégrer le groupe professionnel de l'équipe de France de rugby à sept. Il explique en partie ce choix en raison des Jeux olympiques se disputant à la fin de la saison. Il signe donc un contrat fédéral d'une durée de 2 ans et joue donc la saison 2015-2016 des World Series[réf. nécessaire].
Cette saison, Sacha Valleau dispute neuf tournois sur dix possibles et participe aux troisième place lors des tournois de Dubaï (en battant notamment les champions du monde fidjiens 17 à 14) et de Paris. Il dispute également la rencontre lors du tournoi de Singapour contre la Nouvelle-Zélande, match remporté par la France sur le score de 24 à 0, équipe que les bleus n'avaient pas battu depuis 2005.
Il fait partie de l'équipe de France qui dispute les Jeux olympiques de 2016 à Rio, qui échoue en quart de finale face au Japon (12-10). Il est alors le plus jeune joueur de l'équipe et marque un essai contre la Nouvelle-Zélande.
À l'été 2021, Sacha Valleau décide de revenir au rugby à XV et signe un contrat de deux saisons avec le club breton du RC Vannes.

## Palmarès

### En club
- RC Vannes
  - Vainqueur du Championnat de France de 2e division en 2024

### En sélection nationale
- Jeux olympiques de la jeunesse 2014
- Champion d'Europe de rugby à sept des moins de 19 ans en 2015
- South Africa rugby sevens 2015 et France rugby sevens 2016

| Saison    | Statistiques | Statistiques | Statistiques | Classement final | Tournois disputés | Vainqueur du tournoi | 2e place | 3e place |
| Saison    | M            | Ess          | Pts          | Classement final | Tournois disputés | Vainqueur du tournoi | 2e place | 3e place |
| --------- | ------------ | ------------ | ------------ | ---------------- | ----------------- | -------------------- | -------- | -------- |
| 2014-2015 | 10           | 0            | 0            | 11e              | 2/9               | 0                    | 0        | 0        |
| 2015-2016 | 43           | 8            | 42           | 11e              | 9/10              | 0                    | 0        | 2        |
| Total     | 53           | 8            | 42           | -                | 11                | 0                    | 0        | 2        |

- Sacha Valleau participe également les Jeux olympiques, où la France termine à septième place. Il dispute six matches et inscrit un essai.